# Servian
Servian (okzitanisch: Cervian) ist eine französische Gemeinde mit 5427 Einwohnern (Stand: 1. Januar 2022) im Département Hérault in der Region Okzitanien. Servian gehört zum Arrondissement Béziers und zum Kanton Béziers-3.

## Geografie

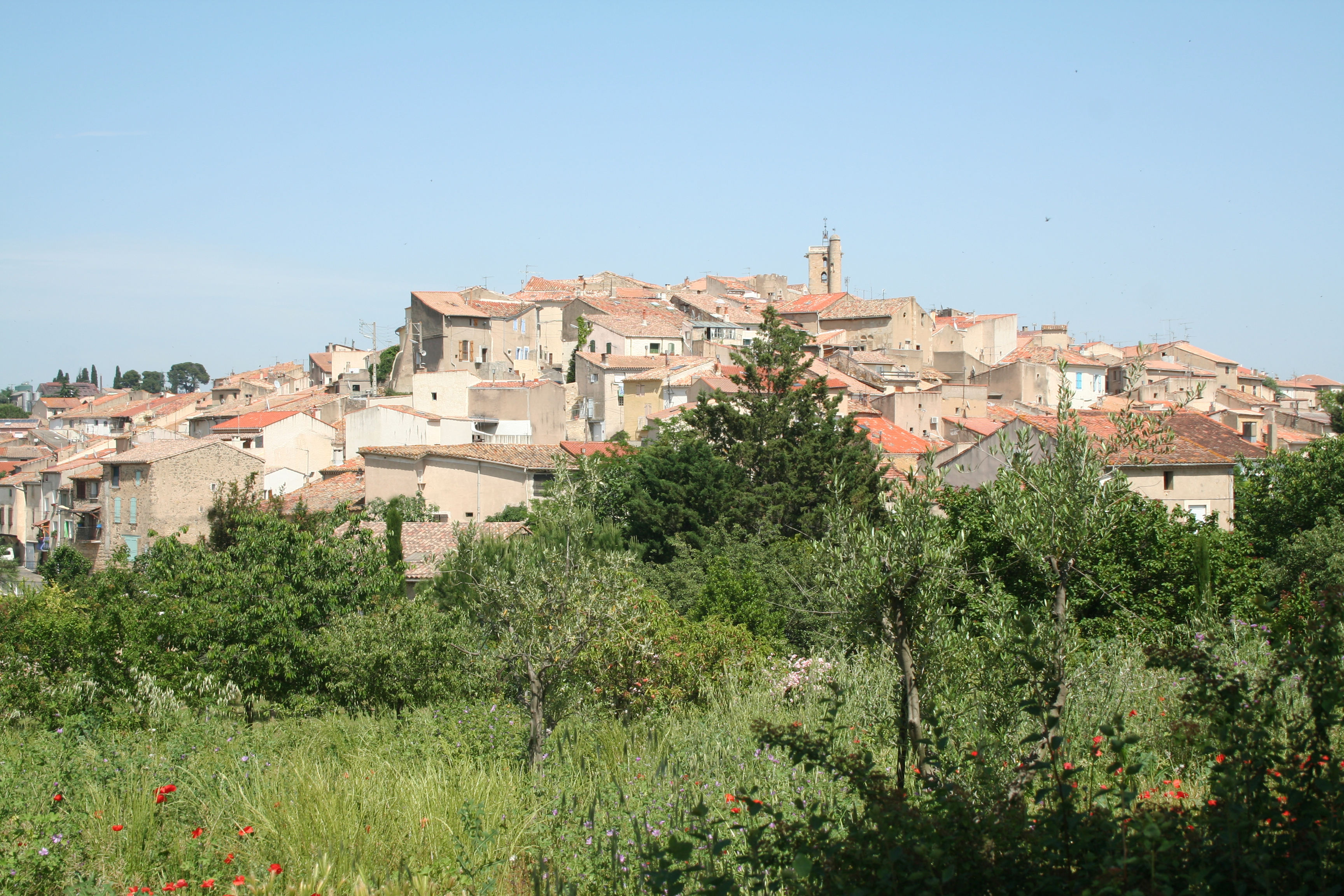
Blick auf Servian

Servian liegt etwa acht Kilometer nordöstlich von Béziers an der Thongue und ihrem Zufluss Lène, die zum Hérault entwässern. Umgeben wird Servian von den Nachbargemeinden Coulobres und Abeilhan im Norden, Alignan-du-Vent und Tourbes im Nordosten, Valros im Osten, Montblanc im Südosten, Béziers im Süden, Boujan-sur-Libron im Südwesten, Bassan im Westen sowie Espondeilhan im Nordwesten.
Durch die Gemeinde führt die Autoroute A75.

## Bevölkerungsentwicklung
| Jahr      | 1962 | 1968 | 1975 | 1982 | 1990 | 1999 | 2006 | 2019 |
| Einwohner | 2930 | 3053 | 2832 | 2752 | 3056 | 3355 | 3962 | 5233 |

## Sehenswürdigkeiten
- Parrocchialkirche aus dem 12. Jahrhundert
- Ruinen der früheren Ortsbefestigung
- Schloss Sainte-Rose
- Thongue-Brücke aus dem 17. Jahrhundert
- Garten Saint-Adrien

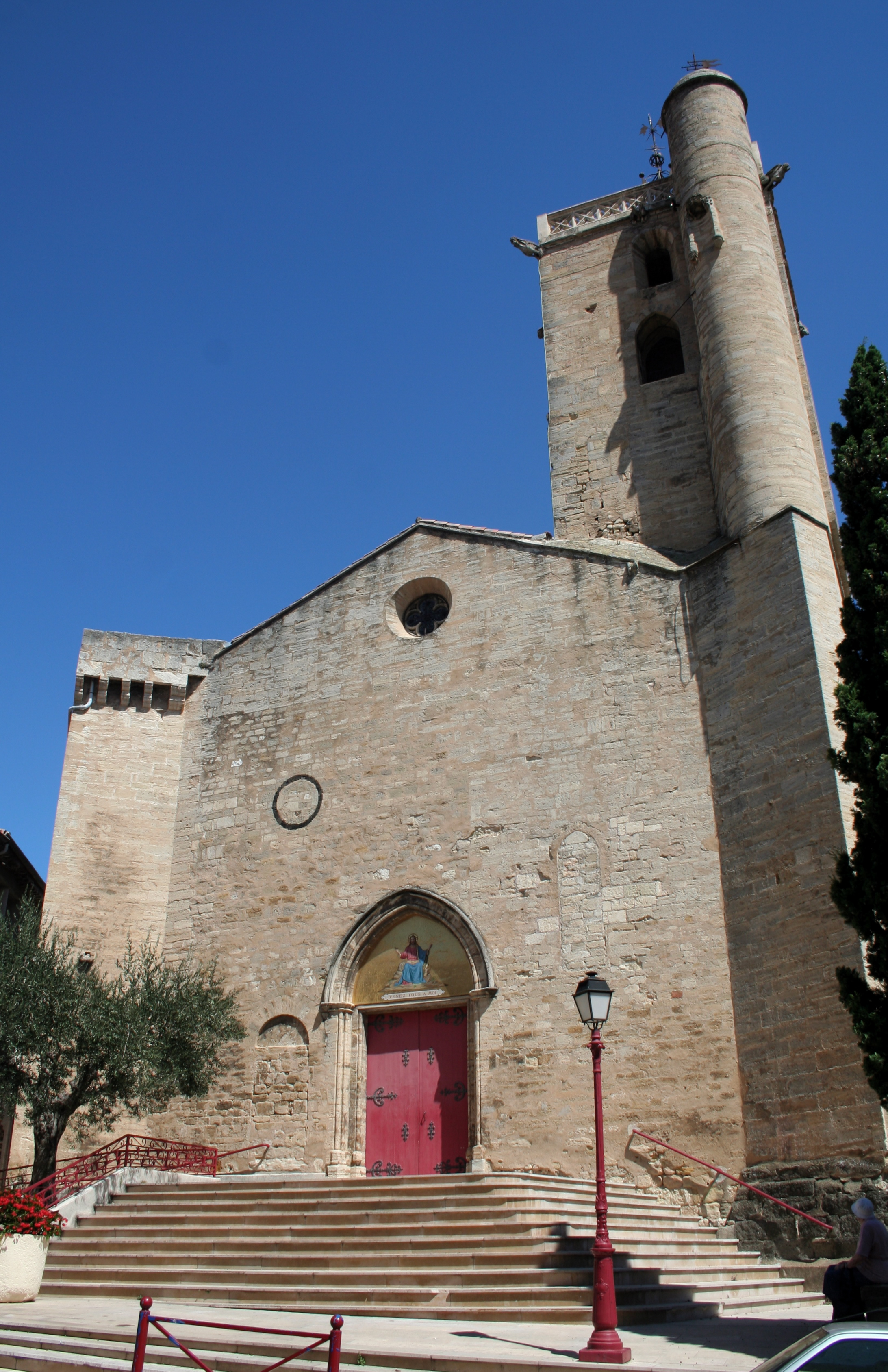
Parochialkirche von Servian
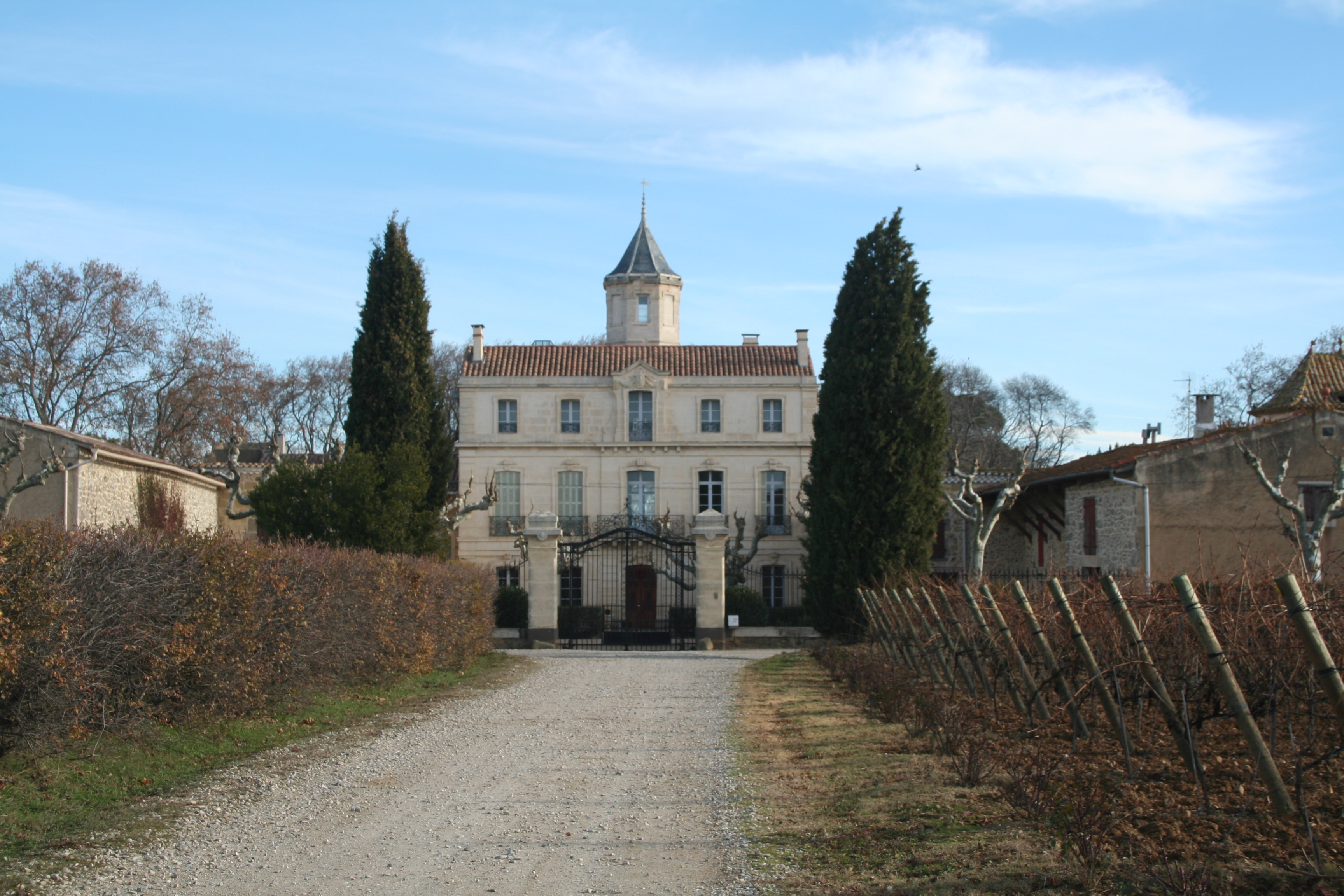
Schloss Sainte-Rose

## Persönlichkeiten
- Jean Bouillet (1690–1777), Mediziner
- Jean Aubagnac (1854–1939), Maler
- Robert Monclar (1930–2012), Basketballspieler
- Hans-Reinhard Lehmphul (1938–2009), Maler, lebte lange Zeit in Servian

## Städtepartnerschaft
Mit der deutschen Stadt Bad Wimpfen in Baden-Württemberg besteht eine Städtepartnerschaft.